# Rintone
Rintone (323 a.C. – 285 a.C.) è stato un drammaturgo greco antico della prima metà del III secolo a.C., creatore della ilarotragedia.

## Biografia
Figlio di un vasaio, sulle sue origini coesistono notizie contrastanti: secondo Suda fu tarantino, ma la poetessa, sua contemporanea, Nosside, lo definisce siracusano in un epitaffio a lui dedicato:
e dimmi una parola buona.

Rintone di Siracusa fui,

piccolo usignolo delle Muse;

eppure un'edera colsi parodiando la tragedia

ed essa fu tutta mia.»
Si ritiene, quindi, che fosse nativo di Siracusa, ma che si fosse trasferito e vissuto a Taranto.

## Opere
È considerato il creatore dell'ilarotragedia, cioè della parodia di miti tragici. In seguito venne detta fabula rhinthonica in suo onore e fu conosciuta anche a Roma.
Rintone creò il genere basandosi sulla farsa fliacica, che parodiava con l'uso dei simboli fallici aspetti della vita del popolo o episodi mitologici. 
Il poeta diede al genere una maggior eleganza e finezza letteraria: cosa non semplice considerando lo scopo farsesco che si prefiggeva un tal genere. 

L'ispirazione legata alla parodia mitologica ebbe un suo primo campione in Epicarmo, maestro della affine farsa megarese, ma Rintone trasse spunti compositivi anche dalla tragedia e in special modo da quella di Euripide.
Della produzione scenica di Rintone, che probabilmente era formata da 38 drammi, ci rimangono 9 titoli: Coloro che montano sul letto, Eracle, Anfitrione, Ifigenia in Aulide, Ifigenia fra i Tauri, Medea, Meleagro schiavo, Oreste, Telefo. Di tali opere restano solo 28 frammenti, scritti tutti in dialetto dorico di Taranto. 

Alcuni dei drammi buffi, come si può notare anche solo dai titoli, vestono di farsa le tragedie di Euripide: ad esempio, nell'Eracle probabilmente Rintone canzonava il semidio per la sua ghiottoneria, riprendendo in forme più farsesche un tema presente, forse, fin da Epicarmo, mentre le divinità dell'Olimpo, rispettate solo formalmente, rappresentavano i più comuni atteggiamenti e comportamenti umani.